# Pořízkové z Jestřebí

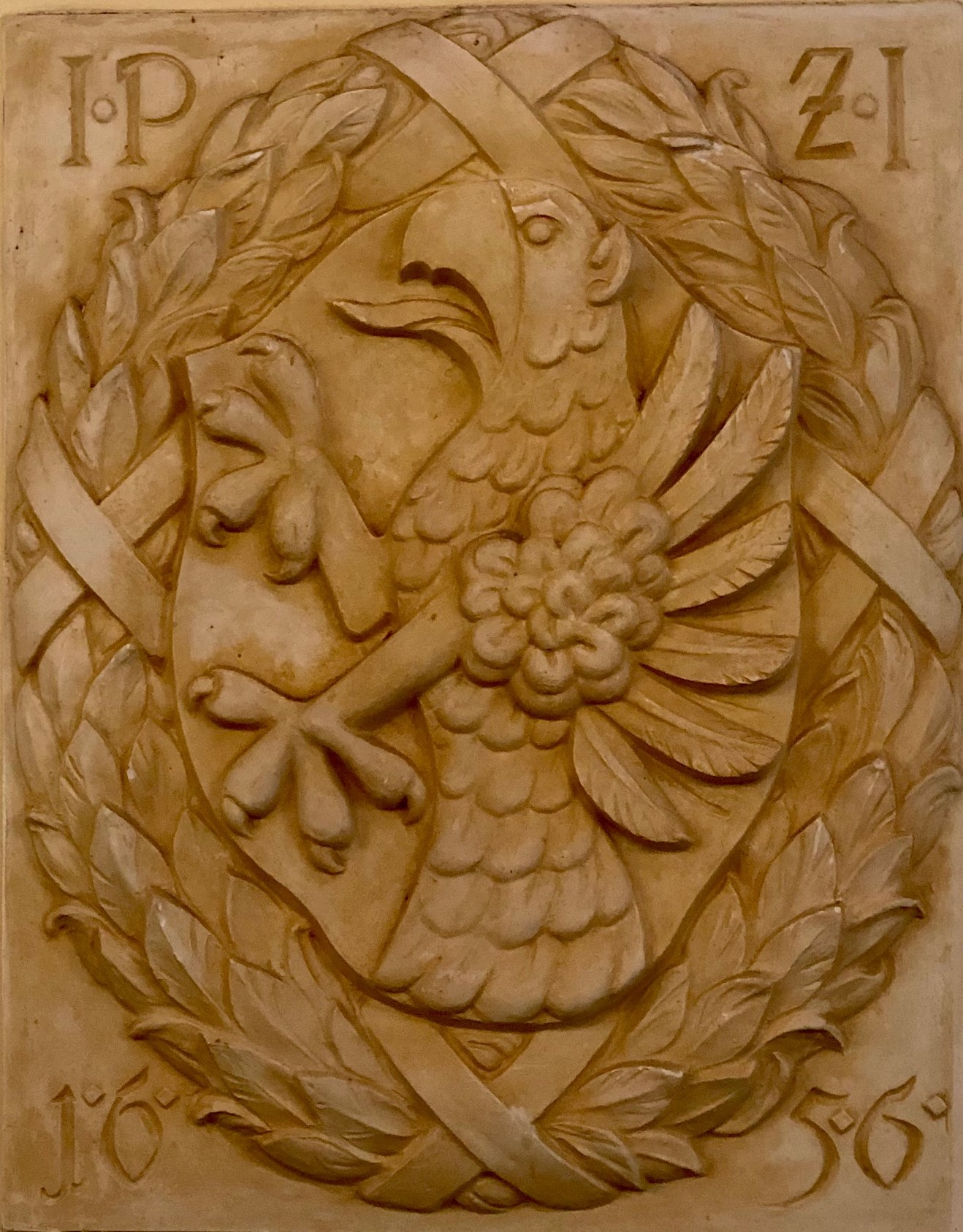
Rodové domovní znamení ze 17. století

Pařízkové (Pořízkové) z Jestřebí jsou staromoravský rod, poprvé připomínaný v Moravských zemských deskách roku 1358 s přídomkem z Jestřebí. Dnes je Jestřabí katastrální obcí u Velké Bíteše a její součást; ve 14. století měla dva svobodné dvorce, z nichž jeden prodal r. 1386 Předbor Pařízek z Jestřebí.
Další z rodu Pařízků (Pořízků) z Jestřebí se jménem Jindřich se vyskytuje roku 1580 v Brně, ženat s Kateřinou Laškovskou ze Švábenic. Z tohoto manželství vzešel Jan Pařízek z Jestřebí (1601–1668), hejtman lichtenštejnského panství v Pozořicích, ženat s Krystýnou Vlachovskou z Vlachovic. Od jeho syna Jana (1643–1691), korneta moravského Tinellova pluku (1664), se odvíjí posloupnost dnešních pokračovatelů této rodiny. 